# Rangpur (Frucht)
Rangpur (Citrus × limonia oder Citrus reticulata × medica), manchmal auch Rangpur-Limette, Mandarinen-Limette oder Lemandarine genannt, ist eine Sorte der Zitruspflanzen (Citrus). Sie ist eine Hybride zwischen der Mandarine und der Zitrone. Es ist eine Zitrusfrucht mit einem sehr säuerlichen Geschmack und einer orangen Schale und Fruchtfleisch. Sie wird wegen ihrer Früchte sowie zur Verwendung als Veredelungsunterlage angebaut.

## Namensgebung
Zu den gebräuchlichen Namen für diese Frucht gehört Rangpur, der Name einer Stadt in Bangladesch. Rangpur ist auf dem indischen Subkontinent auch als Sylhet-Limette (nach der Region Sylhet, die ebenfalls in Bangladesch liegt benannt), Surkh Nimboo und Sharbati bekannt. In Südchina ist sie als Kanton-Zitrone, in Japan als Hime-Zitrone, in Brasilien und Portugal (insbesondere auf den Azoren) als Limão-Capeta, Limão-Cravo, Limão-Rosa oder Limão-Galego und als Mandarinen-Limette in den Vereinigten Staaten und ähnlich Limón-Mandarina (Zitronenmandarine) in Costa Rica wegen ihrer Form und der Art und Weise, wie ihre Schale geschält wird bekannt.

## Beschreibung
Obwohl sie oft als Zitronenhybride beschrieben wird, hat die Genomanalyse gezeigt, dass es sich um eine F1-Hybride aus einer weiblichen Zitronatzitrone (Citrus medica) und einer männlichen Mandarine (Citrus reticulata) handelt.
Die Kronblätter weisen eine stark violette Färbung auf. Die Früchte sind von kleiner bis mittlerer Größe, rund mit deutlichem Nacken und einer leichten Zitze an der Fruchtspitze. Die Schale (das Exokarp) ist dünner als bei gewöhnlichen Limetten. Die Frucht hat eine orange Färbung; das orange Fruchtfleisch ist weich. Der orangefarbene Saft schmeckt sehr sauer. Rangpurs sind stark säurehaltig und können als Ersatz für Limetten verwendet werden.

## Nutzung
Die Rangpur-Limette wurde im späten 19. Jahrhundert von den Reasoner Brothers of Oneco in Florida eingeführt, die ihre Samen aus dem Nordwesten Indiens bezogen. In den Vereinigten Staaten wird die Rangpur als Zierbaum zum Pflanzen in Gärten und als Kübelpflanze auf Terrassen und Innenhöfen geschätzt. Außerhalb der USA, wie zum Beispiel Südamerika und im Orient wird sie hauptsächlich als Veredelungsunterlage für Zitrusfrüchte verwendet, mit Ausnahme von Costa Rica und Panama, wo sie auch kommerziell angebaut wird und gegenüber der Limette und Zitrone in der Küche bevorzugt wird, die eine Zitrone erfordern.
Im Jahr 2006 führte Diageo eine Version des Tanqueray-Gins mit Rangpur-Geschmack ein.

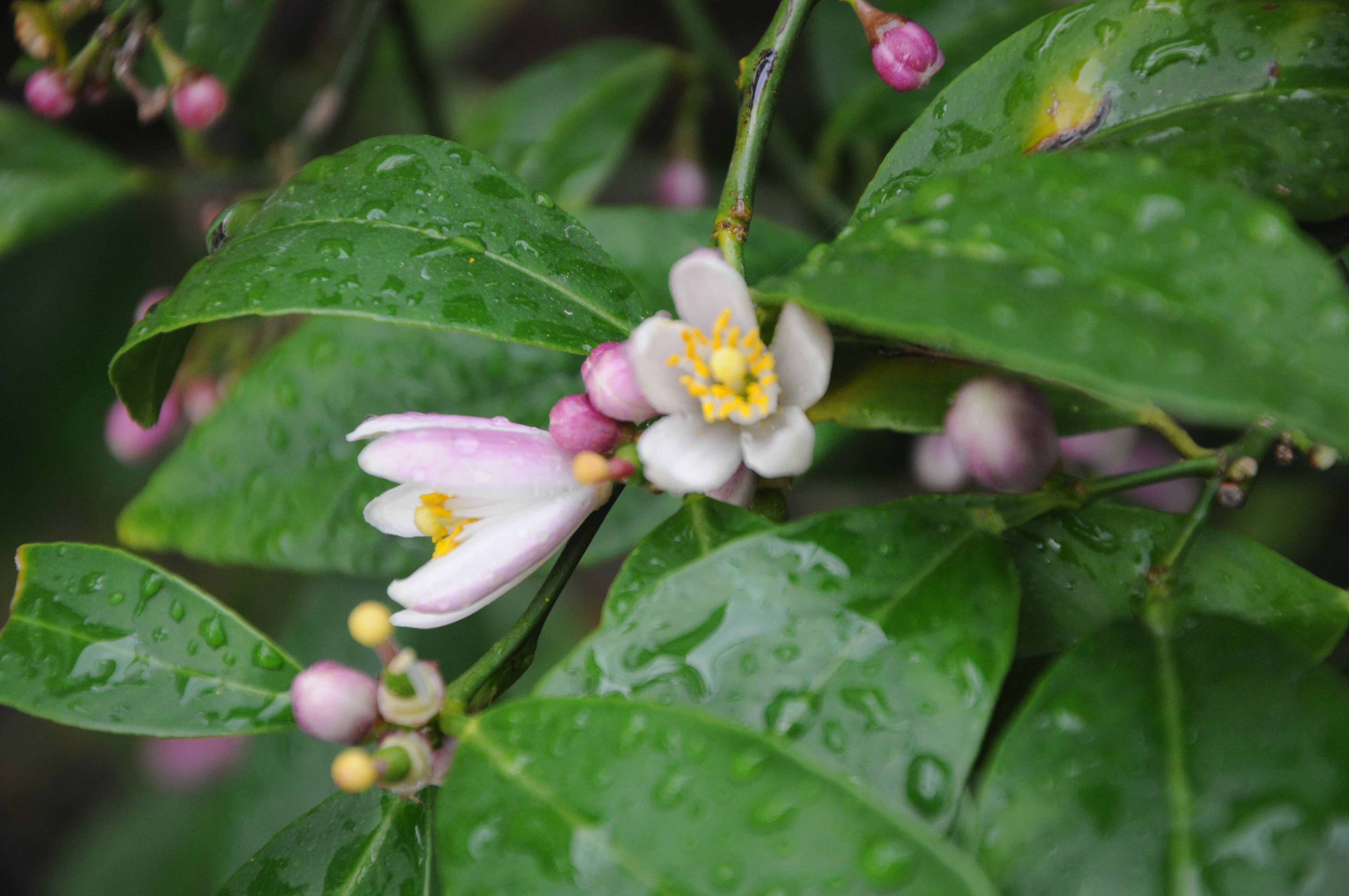
Rangpur, Blumen und Blätter
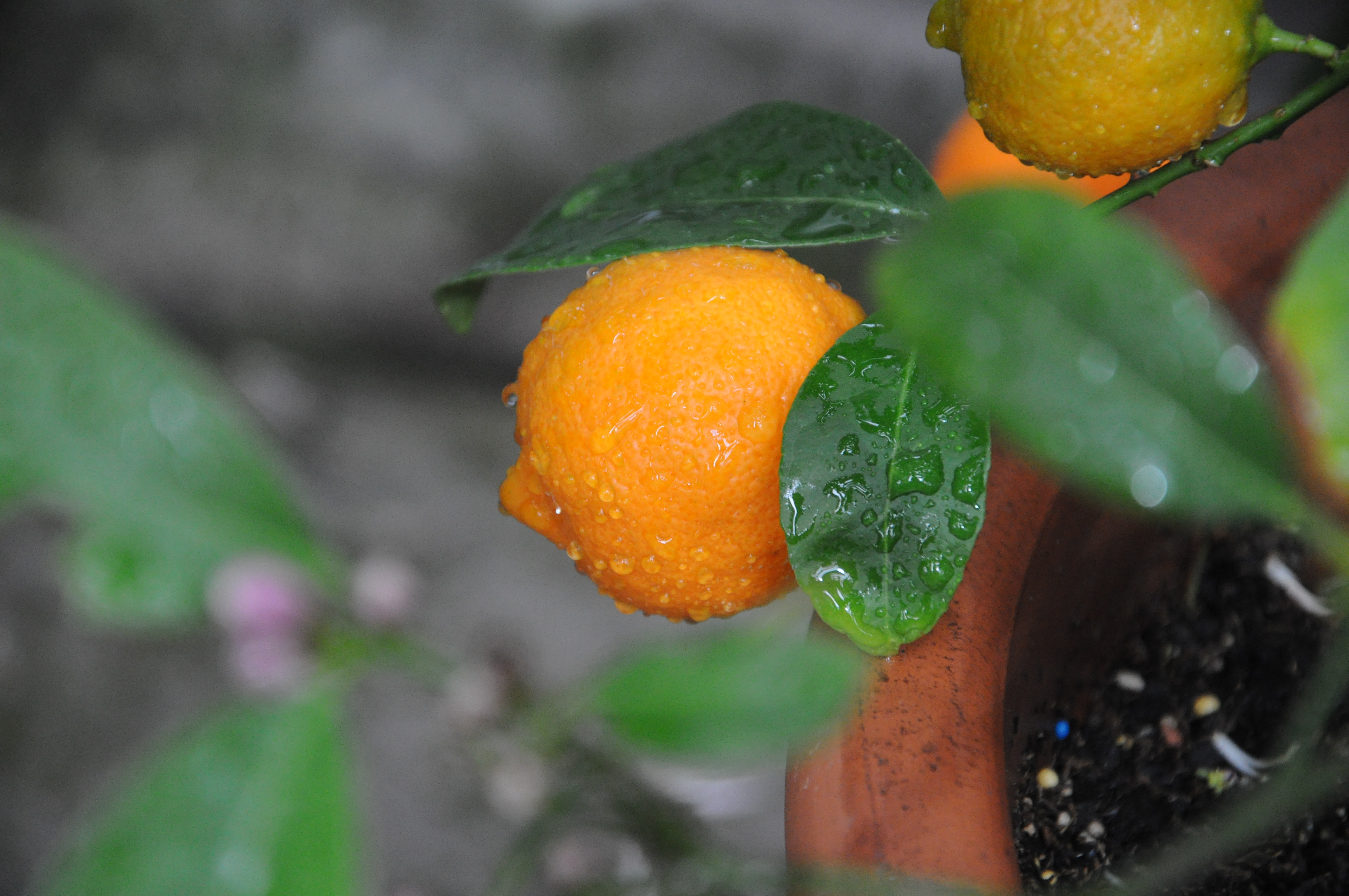
Rangpur, Frucht und Blätter
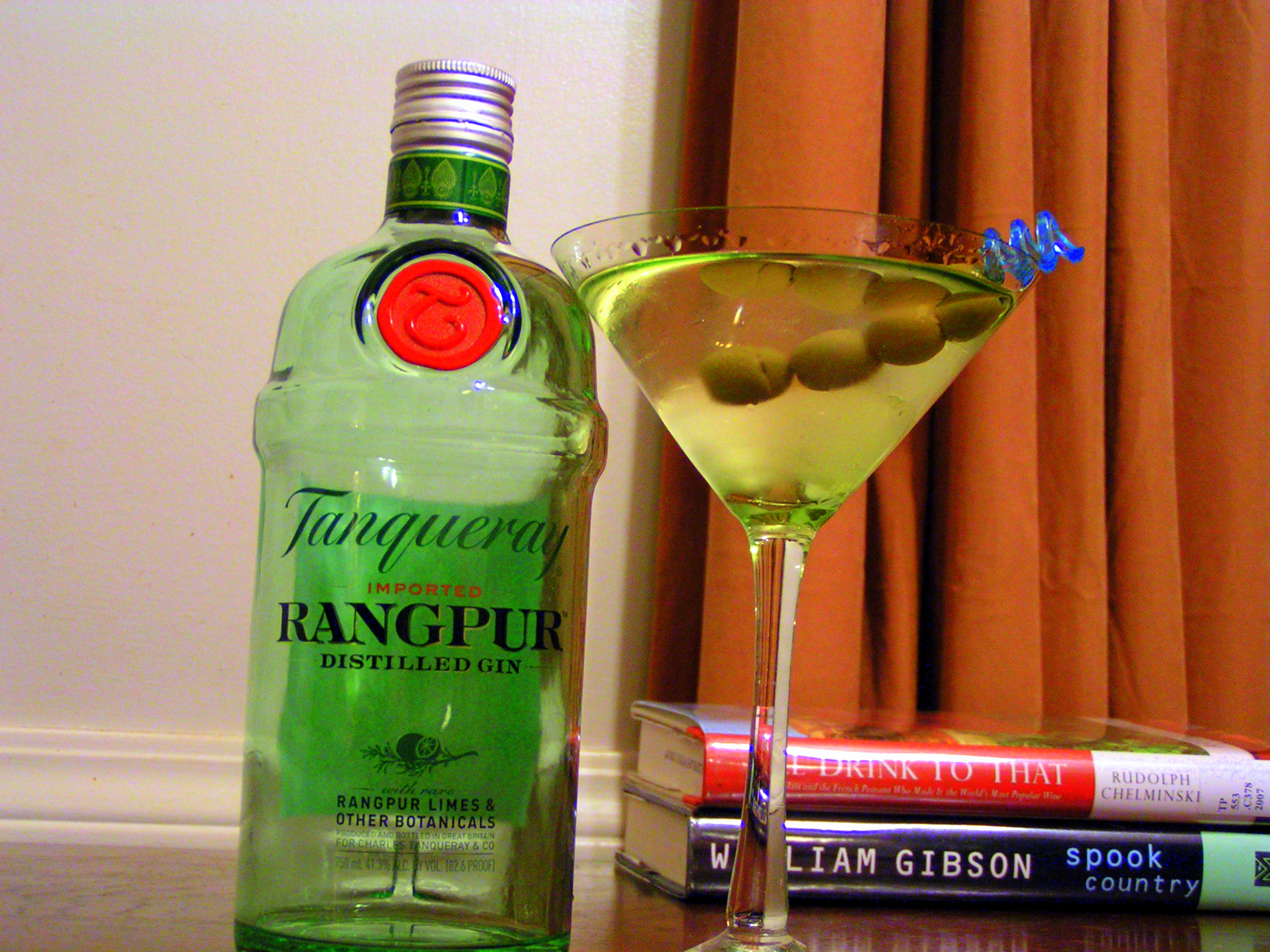
Eine Flasche Tanqueray Rangpur Gin